# Уцзян (Шаогуань)
Уцзя́н (кит. упр. 武江, пиньинь Wǔjiāng) — район городского подчинения городского округа Шаогуань провинции Гуандун (КНР).

## История
Исторически эти места были частью уезда Цюйцзян. Ещё во времена империи Хань здесь появился посёлок Угуань (武关镇, «застава на реке Уцзян»), в котором собирали налоги с торговцев, следующих по реке Уцзян на север или на юг.
Эти места были заняты войсками коммунистов на завершающем этапе гражданской войны, в сентябре-октябре 1949 года. В ноябре 1949 года урбанизированная часть уезда Цюйцзян была выделена в отдельный город Шаогуань.
В 1950 году был образован Специальный район Бэйцзян (北江专区), состоящий из города Шаогуань и 16 уездов. В том же году Шаогуань был выведен из состава специального района, став городом провинциального подчинения.
В 1952 году Специальный район Бэйцзян был расформирован, и был образован Административный район Юэбэй (粤北行政区), состоящий из города Шаогуань и 19 уездов. В конце 1955 года Административный район Юэбэй был расформирован, и Шаогуань опять стал городом провинциального подчинения. В 1958 году Шаогуань был понижен в статусе и перешёл в подчинение властям Специального района Шаогуань (韶关专区). В 1970 году Специальный район Шаогуань был переименован в Округ Шаогуань (韶关地区).
В ноябре 1975 года город Шаогуань опять был выведен из состава округа и подчинён напрямую властям провинции, а его территория была разделена на район Уцзян и Пригородный район (郊区).
В 1983 году были расформированы округ Шаогуань, и город Шаогуань, и образован городской округ Шаогуань; территория бывшего города Шаогуань была разделена на три района, один из которых вновь получил название «Уцзян».

## Административное деление
Район делится на 2 уличных комитета и 5 посёлков.